# Lavoux

Lavoux este o comună în departamentul Vienne, Franța. În 2009 avea o populație de 1,117 de locuitori.